# Бургос (Тамаулипас)
Бургос (исп. Burgos) — посёлок в Мексике, штат Тамаулипас, входит в состав и является административным центром одноимённого муниципалитета. Численность населения, по данным переписи 2010 года, составила 1404 человека.

## Общие сведения
Название Burgos имеет отсылки к одноимённому городу в Испании.
Город был основан 20 февраля 1749 года доном Хосе де Эскандоном-и-Эльгерой, где поселились 46 семей.